# 大阪競馬場
大阪競馬場（おおさかけいばじょう）は、かつて大阪府大阪市東住吉区に存在した地方競馬の競馬場である。
なお戦前にも現在の大阪府八尾市に初代・大阪競馬場があった。

## 2代・大阪競馬場
1948年に競馬法の公布に基づき大阪府・大阪市などが中心になって現在の長居公園の場所に設立された競馬場である。大阪府都市競馬組合が主催して競馬が行われ、10年余りの期間に合計168回の競馬(1回4 - 6日間)が開催されたが、1959年に廃止された。

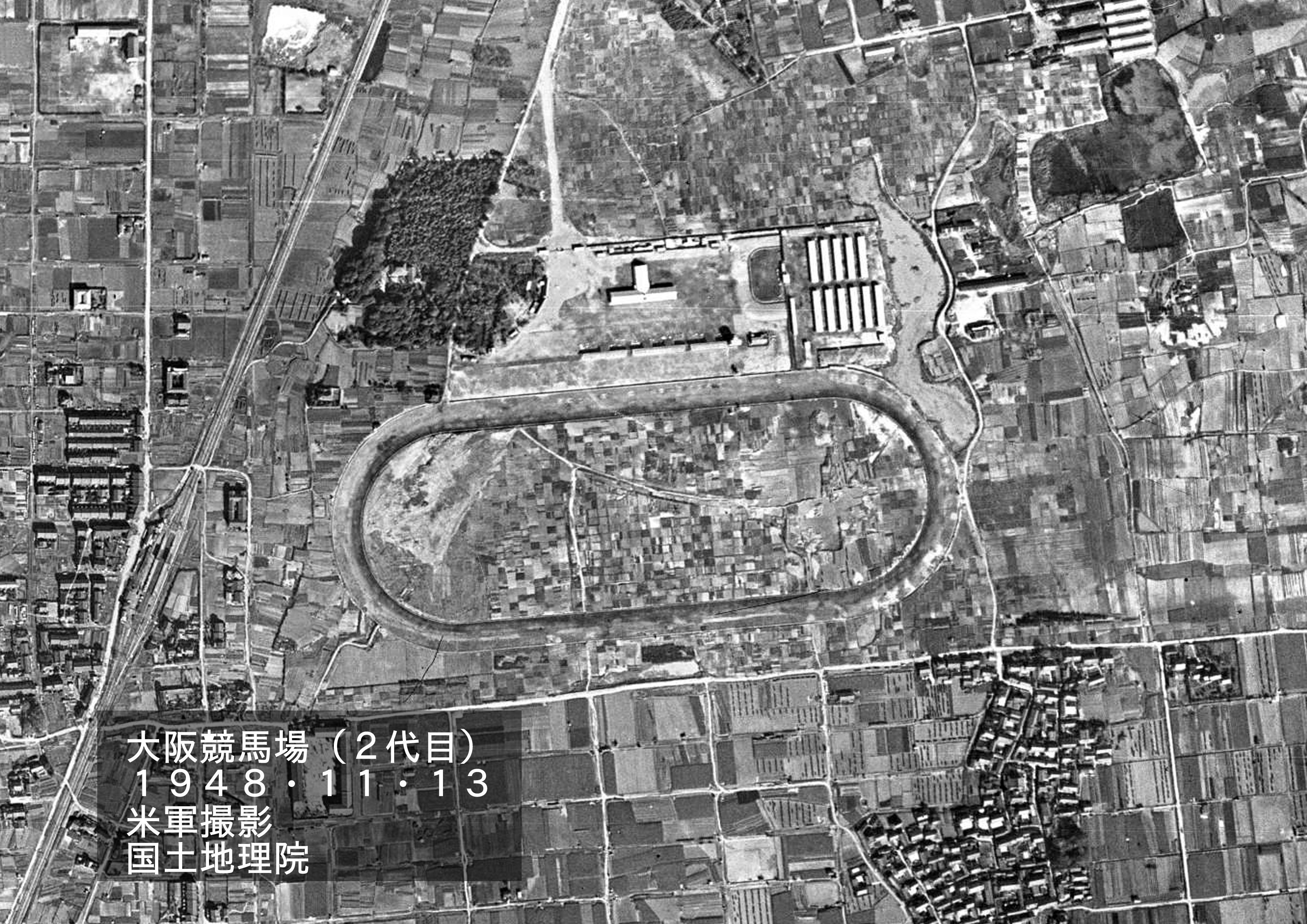
現在の長居公園にあった「大阪競馬場」。隣にあった「競輪場」は、まだ出来ていない。

一時は地方競馬でも全国第2位の売上を上げたが、同じ場所に続けて大阪中央競輪場や長居オートレース場が設立された。この内オートレースはすぐに廃止されたが、やがて競輪の方に客足を奪われて、廃止を余儀なくされた。
廃止に至ったのは、営業収入の減少や公営競技に対する世間の風当たりの影響、戦時中に当地を飛行場として整備するために土地を収用された旧地主の反対などのためとも言われるが、もともと戦前に都市公園として計画されていた土地でもあったので、やがて大阪市が競馬の開催権を返上して公園整備の方針を打ち出したことが一番大きい理由である。その後、大阪中央競輪場も1962年に廃止されている。
地方の競馬場としては関西を代表する施設で、コースは1周1400mで馬場内も広く、やがて1956年に障害専用の走路も作られて、置き障害ではなく全国でも数少ない固定障害のコースのある競馬場であった（現在は地方競馬から障害競走は消滅している）。サラ、アラブ、障害レースが行われて、春木や園田や和歌山からも集まり、東海方面との交流もあって、関西での売り上げが園田を凌いで1位を占めたこともあった。また1950年春の天皇賞馬オーエンスがやって来たこともあり、話題になったことがある。
廃止後に、厩舎関係者の大部分は同じ大阪府内にある春木に移り、一部は園田などに移った。この大阪競馬場で厩舎を営んだ河内幸四郎調教師は、現在JRAの調教師で騎手時代はアグネスレディーやメジロラモーヌ、アグネスタキオン、アグネスフライトなどに騎乗して活躍した河内洋の祖父である。また現在兵庫県競馬組合のレース実況を行っているアナウンサーの吉田勝彦が初めて競馬実況を行った競馬場である。
現在、大阪競馬場の跡地には長居スタジアムなどが建設されてスポーツ公園として整備され、Jリーグ・セレッソ大阪の本拠地となり2002年のFIFAワールドカップ日韓大会の試合も開催された。2007年の世界陸上大会の開催地にもなり、また毎年1月末に行われる大阪国際女子マラソンの会場でもある。マラソンランナーが競技場に戻ってくる時に公園内の周回コースをしばらく走るが、その周回コースがかつての大阪競馬場のコースである。

## 初代・大阪競馬場
この戦後の大阪競馬場の前に戦前に大阪競馬場が存在した。この競馬場にはさらに前史があるので、最初の経過から述べる。
1927年に地方競馬規則が公布されて、大阪府内に2ヵ所の競馬開催が認められ、その1つが春木競馬であり、もう1つが大阪競馬である。競馬の主催団体として認可を受けた大阪府馬匹畜産組合が開催場所として最初に検討したのが現在の花園ラグビー場の付近であったが、しかし結局開催することが困難になったので、取りあえず当時の大阪市港区（現・大正区）の南恩加島の三角洲に仮設の馬場を設けて、1928年1月にわずか3日間開催したのが始まりである。しかし軟弱な地面で競馬に適していないとされて南恩加島はこの1回限りで終わり、翌1929年に大阪市東成区（現・城東区）の大阪城東陸軍練兵場に仮設の馬場を設けて春・秋の2回の計6日間行われた。
しかしあくまで常設が望ましく本格的な競馬場をということで当時の大阪府中河内郡八尾町大字萱振（現・八尾市緑ケ丘付近）に作られたのが、大阪競馬場である。敷地面積が48,000坪で1周1000mで幅員30mと記録されている。この競馬場で1930年7月4日に初めて開催されて以降1938年まで9年間合計69日間開催された。
しかし1938年に戦局が厳しくなる折りに、軍馬資源保護法の制定で当競馬場での開催が不可能となり、戦前の大阪競馬場の歴史はここで終わることとなった。